# Чэ Цзюнь
Чэ Цзюнь (кит. 车俊, род. июль 1955, Чаоху, Аньхой) — китайский государственный и политический деятель, депутат Всекитайского собрания народных представителей с 2020 года.
Ранее секретарь парткома КПК провинции Чжэцзян (2017—2020), губернатор провинции Чжэцзян (2016—2017), политрук Синьцзянского производственно-строительного корпуса (2010—2015). Представитель так называемой «аньхойско-хубэйской комсомольской группы» известен главным образом как управленец, возглавивший Шицзячжуан после Китайского молочного скандала (2008), и как один из политиков, отправленных в Синьцзян-Уйгурский автономный район после уйгурских беспорядков в Урумчи.
Член Центрального комитета Компартии Китая 18—19-го созывов.

## Биография
Родился в июле 1955 года в городском уезде Чаоху, провинция Аньхой.
В декабре 1973 года вступил в Коммунистическую партию Китая.

### Образование
С июля 1981 по июль 1984 года проходил заочное обучение в Восточно-Китайском университете политических наук и права по специальности «юриспруденция».
С августа 1993 по декабрь 1995 года учился в Центральной партийной школе КПК по специальности «экономическое управление».

### Карьера
В 1973—1979 гг. — волонтёр комсомольского движения, заместитель секретаря, секретарь комитета комсомола в уезде Чанфэн городского округа Хэфэй (провинция Аньхой).
В 1979—1989 гг. — в городе Хэфэй. Помощник судьи, судья народного суда средней ступени, секретарь судебной канцелярии, заместитель председателя народного суда средней ступени — председатель первой судебной коллеги по уголовным делам. Член партийной ячейки, с 1988 года — заместитель секретаря парткома суда средней ступени.
С марта 1989 по май 1993 года — заместитель начальника, начальник муниципального Управления общественной безопасности города Хэфэй, заместитель секретаря парткома КПК Управления по совместительству.
С мая 1993 года — заместитель секретаря горкома Хэфэя в ранге вице-мэра города. Мэр города Хэфэй с марта 2001 года, одновременно секретарь горкома КПК и заместитель секретаря парткома КПК провинции Аньхой, член Постоянного комитета КПК провинции.
В марте 2005 года переведён на должность главы политико-юридического отдела — члена Постоянного комитета парткома провинции Хэбэй, с ноября 2006 по май 2008 года — заведующий организационным отделом парткома, с мая по сентябрь 2008 года — заместитель главы парткома и член Посткома партийного комитета провинции.
В сентябре 2008 года назначен главой горкома Шицзячжуана вместо прежнего лидера У Сянго, отстранённого в ходе Китайского молочного скандала с компанией Sanlu Group, штаб-квартира которой расположена в этом городе.
В мае 2010 года направлен в западный регион Синьцзян на должности заместителя секретаря (главы) парткома КПК по Синьцзян-Уйгурскому автономному району, исполнительного директора корпорации China Xinjian Group и политрука Синьцзянского производственно-строительного корпуса. 30 апреля 2015 года освобождён от всех должностей, кроме поста заместителя партсекретаря автономного района.
4 июля 2016 года переведён в Чжэцзян исполняющим обязанности губернатора провинции, утверждён в этой должности 20 января следующего года Собранием народных представителей Чжэцзяна.
26 апреля 2017 года назначен на высшую региональную позицию секретаря (главы) КПК провинции Чжэцзян.
31 августа 2020 года Чэ Цзюнь снят с поста руководителя регионом и 17 октября того же года утверждён заместителем председателя комитета по надзору за судебной системой Всекитайского собрания народных представителей, что фактически означает его политическую отставку.